# Дубинкинская речка
Дубинкинская речка (другие названия — Дубининская речка, Усков овраг) — небольшая река на юго-западе Москвы, правый приток реки Чертановки. Название дано в начале 1990-х годов по левобережному урочищу Дубинкинское (или Дубининский лес), когда потребовалось назвать проектируемые памятники природы, протекающие по территории Битцевского леса.

## География
Исток расположен у Ясеневского родника, где образует небольшой пруд. После водоёма заключена в подземный коллектор, длинной около 600 метров, из которого выходит недалеко от Соловьиного проезда. Пересекает Битцевский лес в восточном направлении и у восточной окраины леса впадает в Чертановку.
Долина в низовьях каньонообразная и живописная, имеются водопады. Долины Дубинкинской речки и одного из её левых притоков объявлены памятниками природы.